# Monte Rougemont
Monte Rougemont (en francés: Mont Rougemont) es parte de la Colinas de Montérégie en el sur de la provincia de Quebec al este de Canadá. Se compone de rocas ígneas y rocas córneas. La cima se encuentra a 366 m (1.201 pies) sobre el nivel del mar. La montaña está cubierta con Bosques de arce azucarero (Acer saccharum). Manzanares y viñedos se cultivan en muchas de las laderas más bajas, y gran parte de la fruta se utiliza para hacer sidra.
El material ígneo está compuesto casi en su totalidad de rocas máficas y ultramáficas como gabro y piroxenita olivina fértil. El Monte Rougemont podría ser la extensión profunda de un muy erosionado complejo volcánico antiguo, que probablemente estuvo activo hace alrededor de 125 millones de años.